# McLaren 570S
McLaren 570S – samochód sportowy klasy średniej produkowany pod brytyjską marką McLaren w latach 2015 – 2021.

## Historia i opis modelu

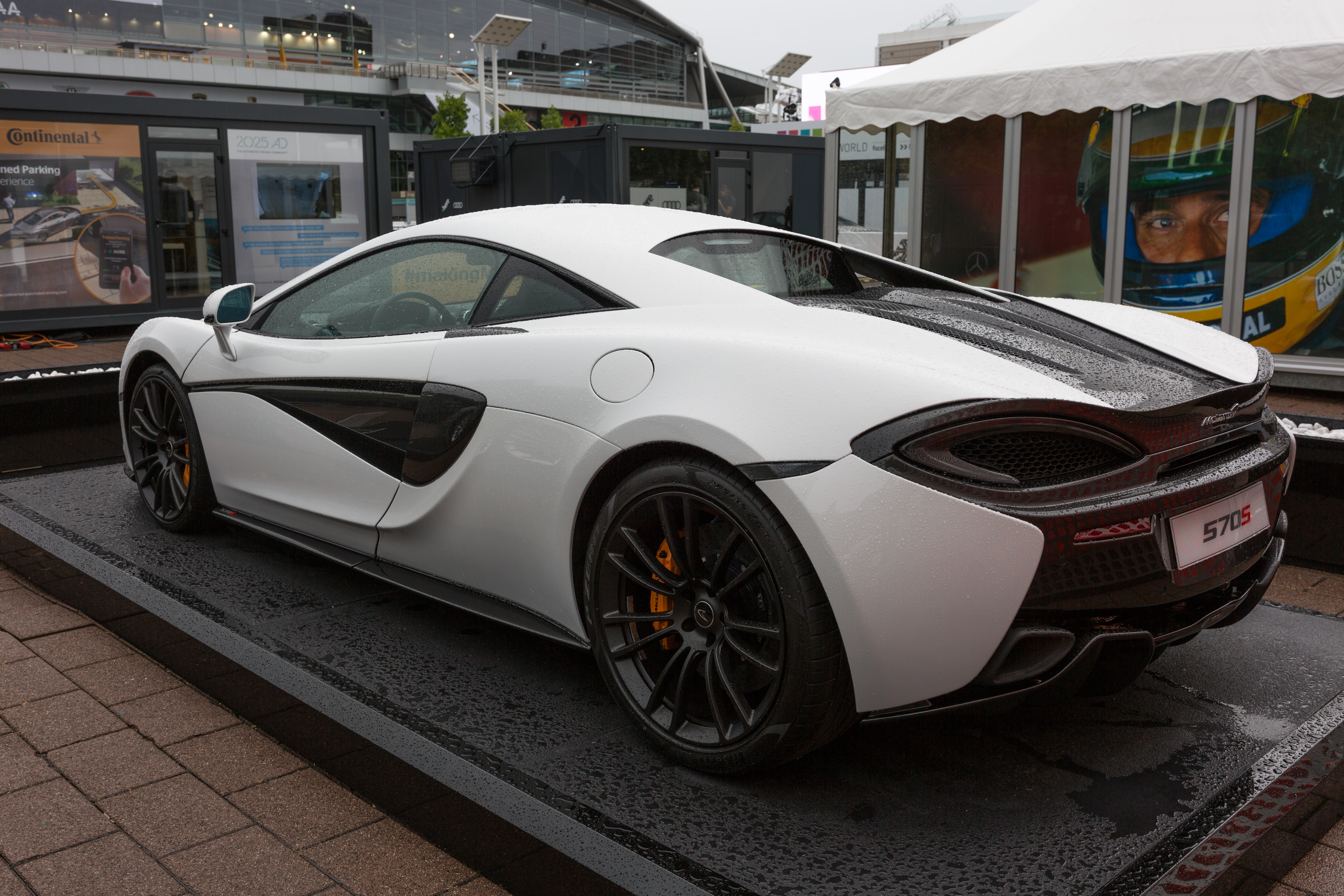
McLaren 570S – tył

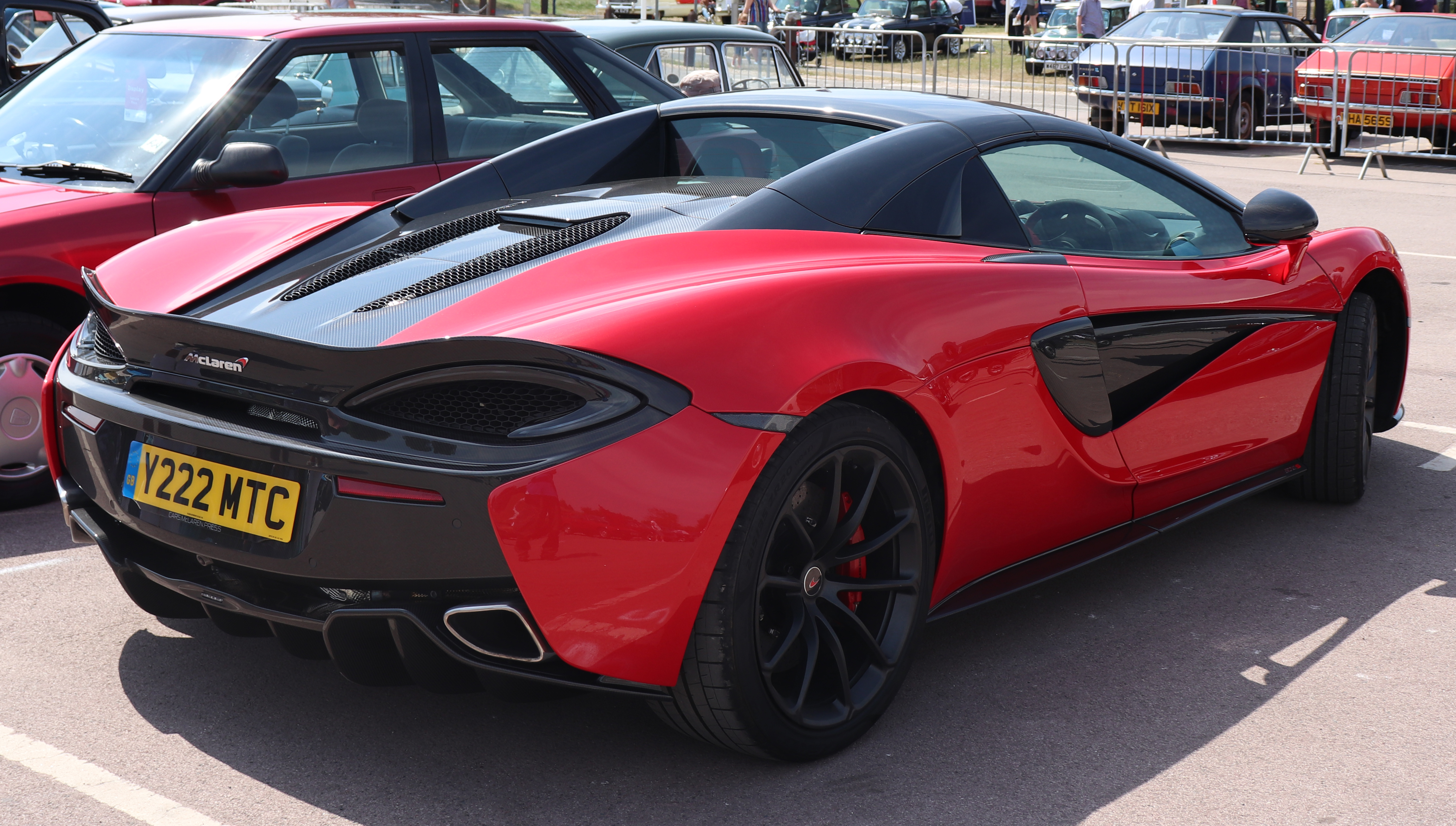
McLaren 570S Spider

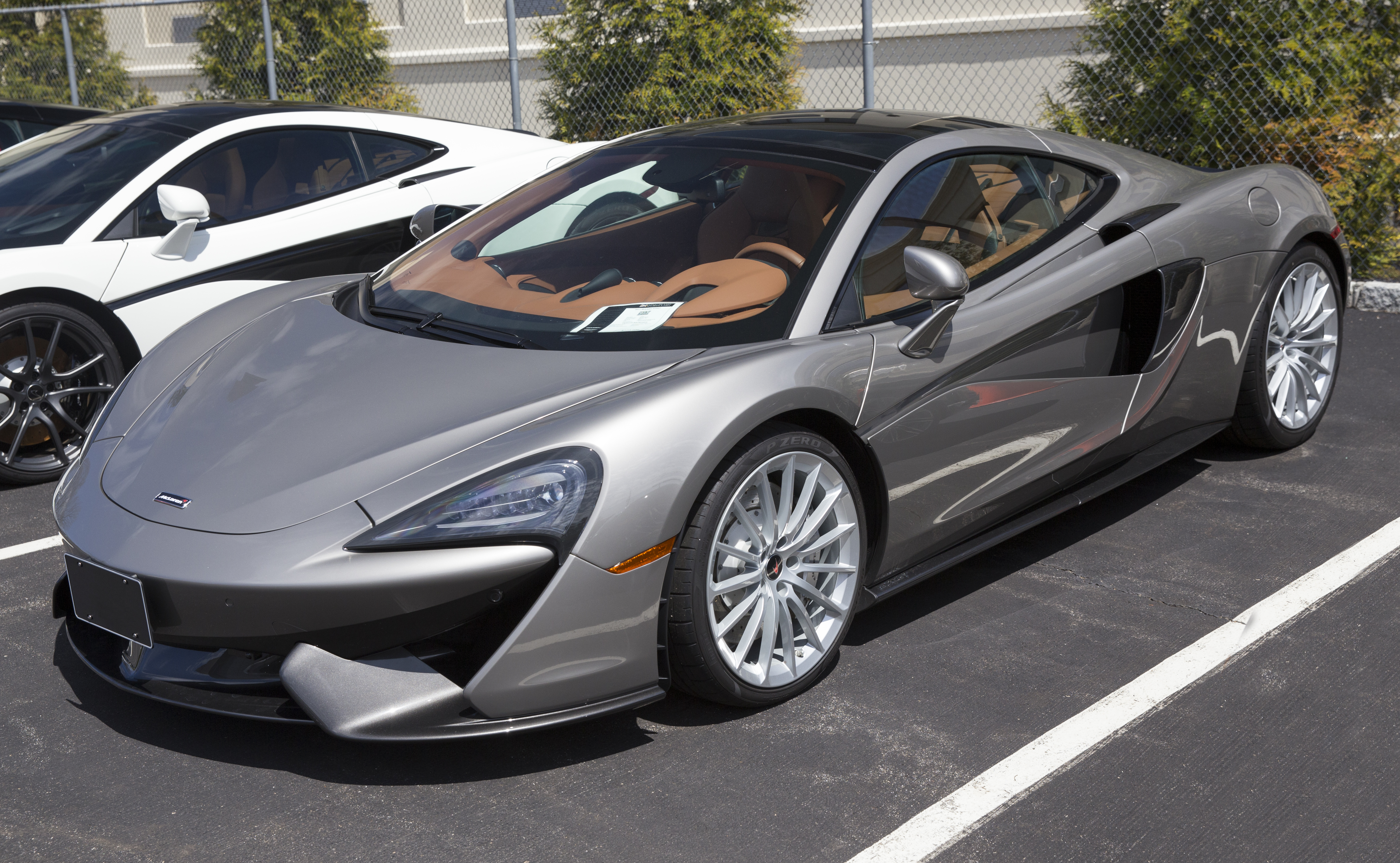
McLaren 570GT

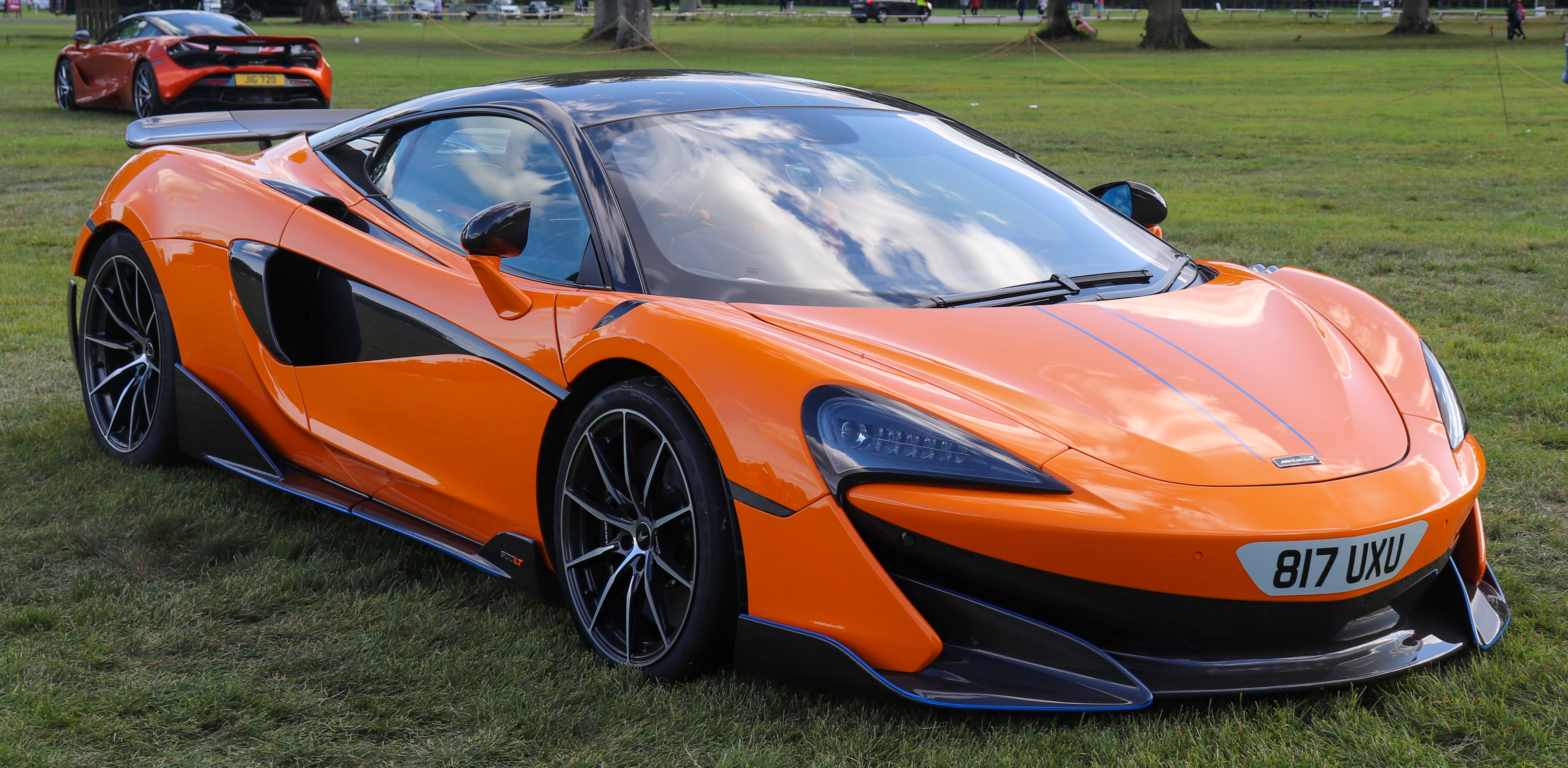
McLaren 600LT

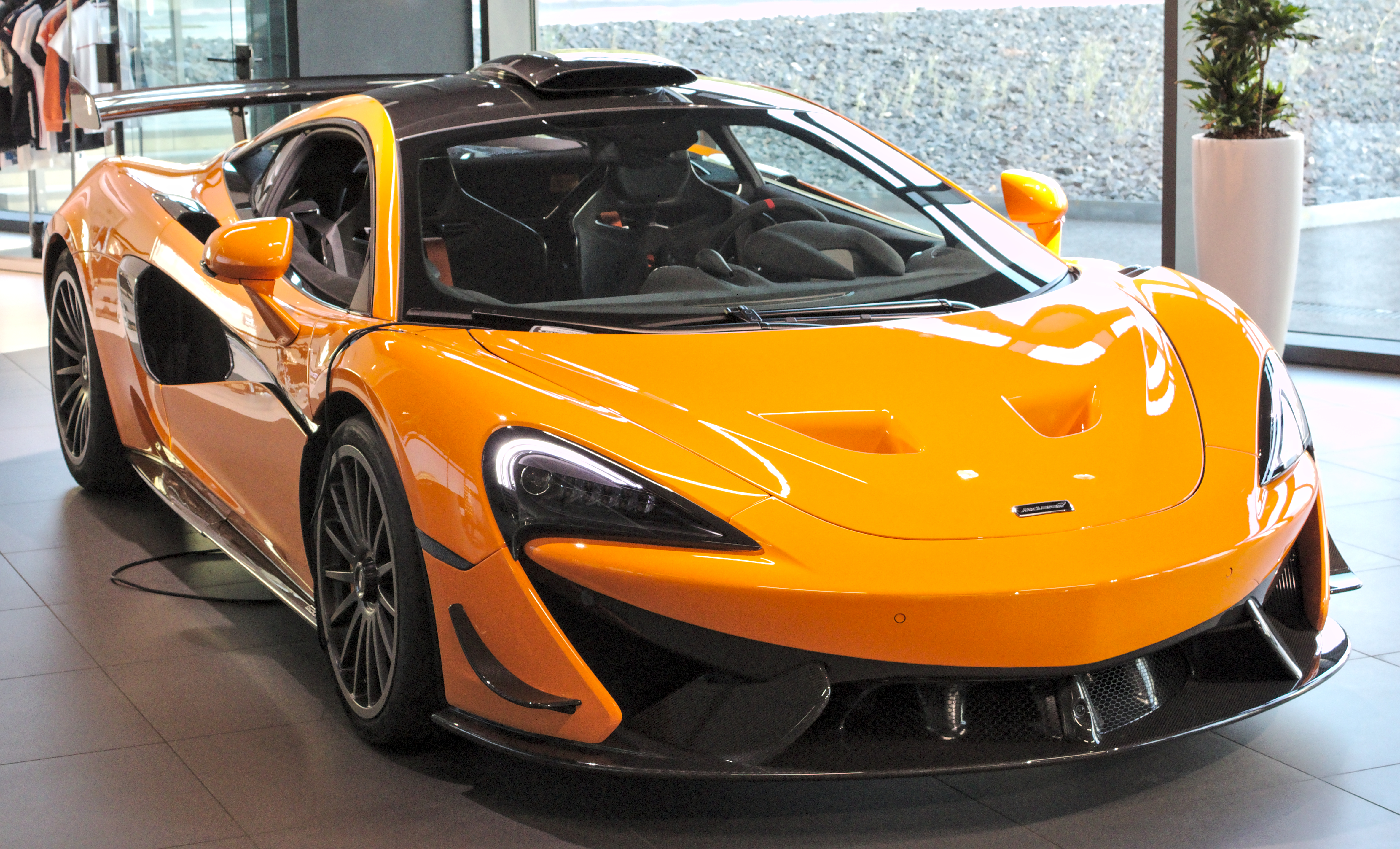
McLaren 620R

Pierwszy w dziejach McLarena podstawowy, bazowy model został przedstawiony pod koniec marca 2015 roku. Producent opracował 570S z myślą o konkurowaniu m.in. z Porsche 911 i zainicjowaniu serii najmniejszych oraz najprzystępniejszych cenowo modeli producenta z linii Sport Series. 
McLaren 570S został zaprojektowany z myślą o wygodzie w codziennym użytkowaniu, oferując relatywnie dużą przestrzeń na bagaż oraz równowagę pomiędzy użytkowaniem w warunkach torowych i wyczynowych, a ulicznych.
Model utrzymano w kierunku stylistycznym zapoczątkowanym w 2012 roku przez topowy model P1, zachowując charakterystyczne reflektory w kształcie bumerangów. Nadwozie zachowało jednocześnie smukłą, strzelistą sylwetkę z nisko poprowadzoną linią dachu, centralnie umieszczoną jednostką napędową oraz dwudrzwiowym, dwumiejscowym nadwoziem typu coupe lub roadster.
Mclaren 570S napędzany jest 3,8-litrowym V8 o mocy 570 KM, który rozwija 600 Nm maksymalnego momentu obrotowego. Z myślą o jak najlepszych osiągach, producent starał się zredukować wagę modelu do minimum - wynosi ona nieco ponad 1,3 tony. Pozwala to osiągnąć 100 km/h po 3,2 sekundy.
Ośmiocylindrowa jednostka napędowa modelu 570S jest połączona z ośmiobiegową skrzynią biegów, która wyposażona jest w dwa sprzęgła. McLaren skorzystał tutaj ze współpracy z włoskim przedsiębiorstwem Graziano Trasmissioni.
Po trwającej 6 lat rynkowej obecności, w pierwszej połowie 2021 roku McLaren przedstawił następcę dla serii 570S w postaci opracowanego od podstaw, nowego modelu McLaren Artura.

### Warianty
- 540C

Miesiąc po premierze McLarena 570S, w kwietniu 2015 roku podczas wystawy samochodowej Shanghai Auto Show w Chinach przedstawiony został niżej pozycjonowany i tańszy wariant McLaren 540C. Pod kątem wizualnym zyskał on przeprojektowane zderzaki, a także 540-konny silnik V8 rozwijający maksymalny moment obrotowy 540 Nm. Odmiana ta została zmodyfikowana pod kątem poruszania się w warunkach miejskich, wyróżniając się zarazem najniższą ceną spośród wszystkich wariantów najmniejszego modelu McLarena.
- 570GT

W lutym 2016 roku gama podstawowego modelu McLarena została poszerzona o kolejny, tym razem zorientowany na komfort wariant. McLaren 570GT zyskał dedykowany wzór alufelg, dodatkową przestrzeń bagażową, a także odchylaną na bok tylną szybę dającą dostęp do przestrzeni bagażowej. Dodatkowo, pojazd wyposażono także w zoptymalizowaną izolację przed hałasem zewnętrznym, a także bardziej komfortowo zestrojone zawieszenie.
- 600LT

W czerwcu 2018 roku rodzina modelowa została poszerzona o model McLaren 600LT, charakteryzujący się wyczynową specyfikacją zoptymalizowaną pod kątem poruszania się w warunkach torowych. Samochód zyskał dodatkowe ospojlerowanie, powiększone wloty powietrza upłynniające aerodynamikę, a także mocniejszą jednostkę napędową - wyjściowe 3,8-litrowe V8 zamiast 570, rozwija 600 KM, a także 620 Nm maksymalenego momentu obrotowego. Rok później, gamę 600LT poszerzyła także odmiana z otwieranym dachem, 600 LT Spider.
- 620R

W grudniu 2019 roku przedstawiony został najdroższy i najbardziej wyczynowy wariant o nazwie McLaren 620R. Limitowany do 350 sztuk model powstał jako przeznaczona do poruszania się po publicznych drogach odmiana o torowych parametrach, rozwijając 620 KM mocy, 620 Nm makymalnego momentu obrotowego i 100 km/h w 2,9 sekundy. Pojazd zyskał też rozbudowane ospojlerowanie i dodatkowe wloty powietrza m.in. z przodu.

### Silnik
- V8 3.8l Twin-Turbo 570 KM